# Giải Salem
Giải Salem là một giải thưởng mang tên nhà toán học Raphael Salem, do người vợ góa của ông lập ra. Giải này được trao hàng năm cho một nhà toán học trẻ có công trình nghiên cứu xuất sắc trong lãnh vực chuyên môn của Salem, chủ yếu là chuỗi Fourier.

## Những người đoạt giải
- 1968 Nicholas Varopoulos
- 1969 Richard Hunt
- 1970 Yves Meyer
- 1971 Charles Fefferman
- 1972 Thomas Körner
- 1973 Evgenii Mikhailovich Nikishin
- 1974 Hugh Montgomery
- 1975 William Beckner
- 1976 Michael R. Herman
- 1977 S. V. Bockarev
- 1978 Björn E. Dahlberg
- 1979 Gilles Pisier
- 1980 Stylianos Pichorides
- 1981 Peter Jones
- 1982 Alexei B. Aleksandrov
- 1983 Jean Bourgain
- 1984 Carlos Kenig
- 1985 Thomas Wolff
- 1986 Nikolai Makarov
- 1987 Guy David & Jean Lin Journe
- 1988 Alexander Volberg & Jean-Christophe Yoccoz
- 1989 không trao giải
- 1990 Sergei Konyagin
- 1991 Curtis T. McMullen
- 1992 Mitsuhiro Shishikura
- 1993 Sergei Treil
- 1994 Kari Astala
- 1995 Hakan Eliasson
- 1996 Michael Lacey & Christoph Thiele
- 1997 không trao giải
- 1998 Trevor Wooley
- 1999 Fedor Nazarov
- 2000 Terence Tao
- 2001 Oded Schramm & Stanislav Smirnov
- 2002 Xavier Tolsa
- 2003 Elon Lindenstrauss & Kannan Soundararajan
- 2004 không trao giải
- 2005 Ben J. Green
- 2006 Stefanie Petermichl & Artur Ávila
- 2007 Akshay Venkatesh
- 2008 Bo'az Klartag & Assaf Naor
- 2009 không trao giải
- 2010 Nalini Anantharaman
- 2011 Zhan Dapeng & Julien Dubedat [1]
- 2012 Không trao giải
- 2013 Lawrence Guth [2]
- 2014 Dmitry Chelkak [3]